# Cuencas costeras entre Maipo y Rapel
Las cuencas costeras entre Maipo y Rapel son varias cuencas exorreicas costeras ubicadas entre los estuarios de los ríos Maipo y Rapel que nacen en las estribaciones occidentales de la cordillera de la Costa para desembocar en el océano Pacífico. Estas hoyas forman el ítem 058 del inventario de cuencas de Chile abarcando 1072 km² con, administrativamente, solo una cuenca, sin subcuencas ni subsubcuencas. Están emplazadas entre las Regiones de Valparaíso y  la Metropolitana.
A partir de la década de los años 70 se ha ampliado el concepto de cuenca hasta entender, ya en los primeros años del siglo XXI, una cuenca hidrográfica en lo que respecta a su definición espacial y funcional, como la unidad geopolítica y socioeconómica más apropiada y racional para el desarrollo integrado de los recursos de tierras y aguas asociados a la vegetación y en conjunto con los usuarios de nivel local y regional.: 17 

Mapa del ítem 058 del inventario.

## Límites

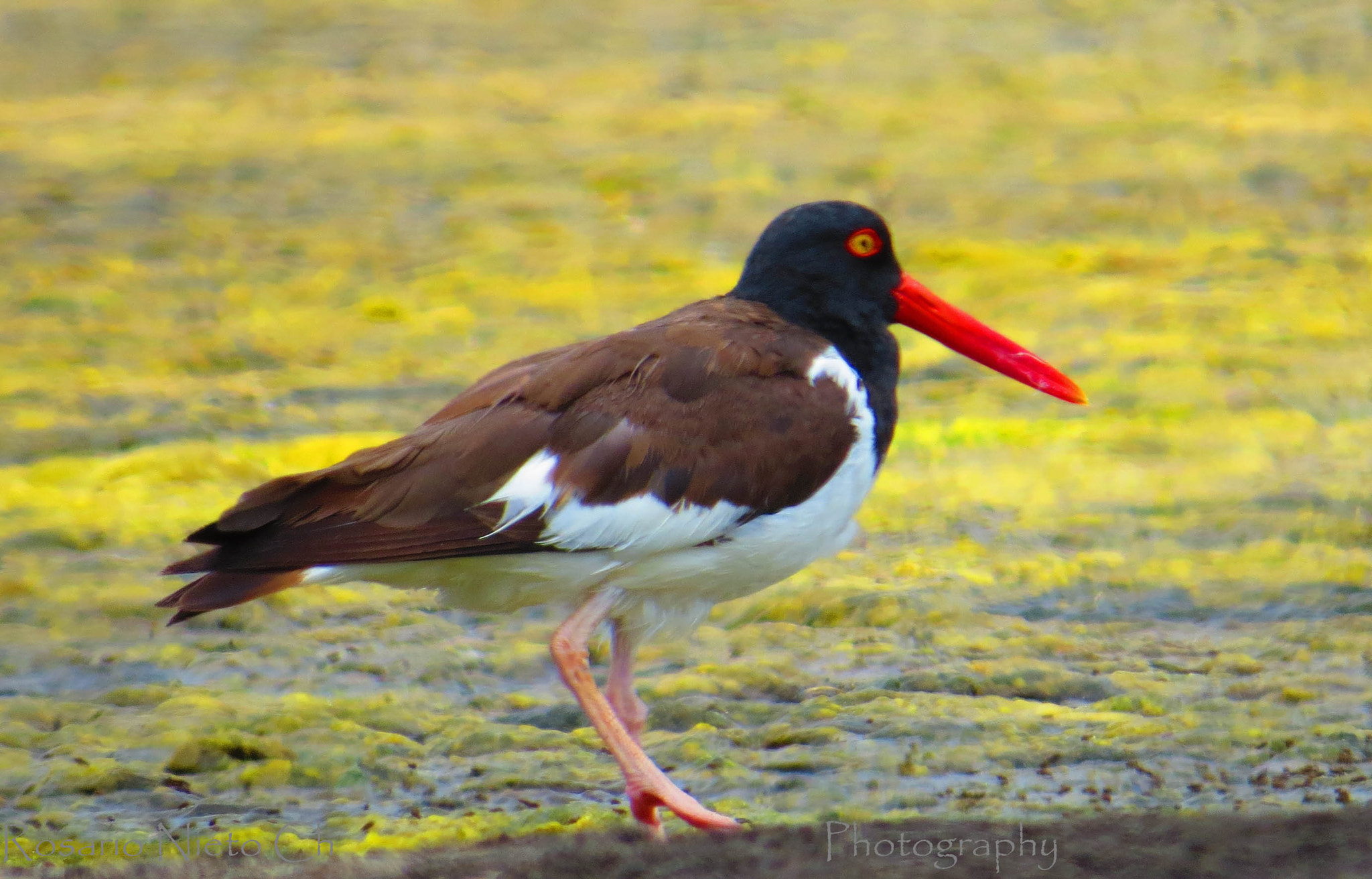
La protección de las áreas y la vida silvestre es una de los motivos que contribuyeron a crear la reserva nacional El Yali.

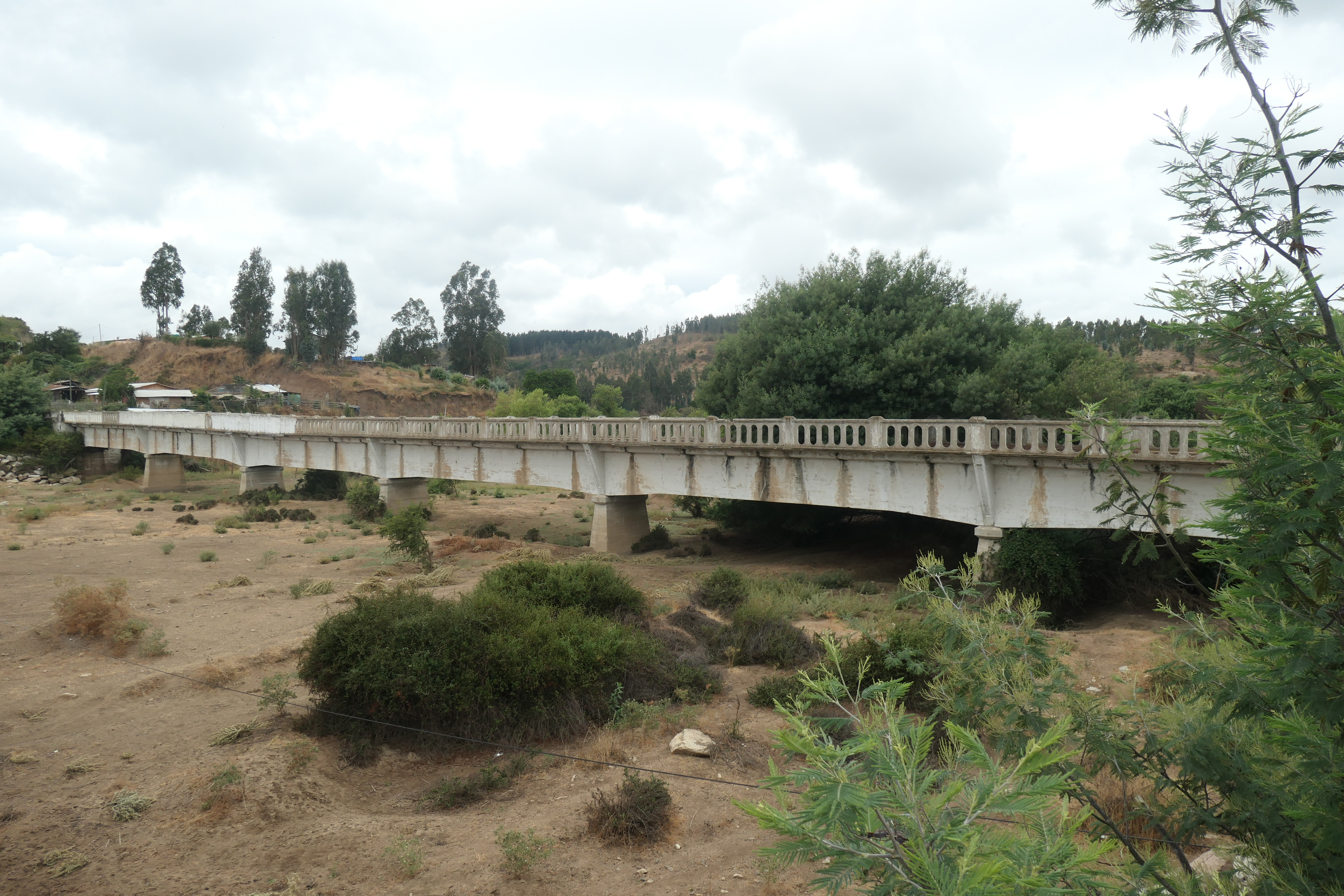
Suaves colinas bordean el lecho del estero El Yali cuando sale de la cordillera de la Costa.

Los límites del conglomerado son por el norte la divisoria de aguas con la cuenca del río Maipo, por el sur la divisoria de aguas con la cuenca del río Rapel, por el este la divisoria de aguas de la cordillera de la Costa y por el oeste su punto de equilibrio que es el océano Pacífico.: 1 

## Población y regiones
El ítem 058 abarca un área de 1.072,5 km², de los cuales el 55% (noreste del ítem) se ubica en la Región Metropolitana y el 45% (suroeste) en la Región de Valparaíso. Las cuencas cubren solo un 3,5% de la Región Metropolitana y un 3,3% de la Región de Valparaíso.: 4 
El número estimado de habitantes en las cuencas costeras entre Maipo y Rapel según el censo de 2017 es de 20 626 habitantes con 9726 en la comuna de San Pedro y 10 900 en Santo Domingo, en ambos casos distribuidos mayoritariamente entre la población rural. En la comuna de San Pedro la población es 100% rural.: 25 
La única ciudad dentro de las cuencas es la de Santo Domingo en el extremo norte del ítem, colindante con la desembocadura del río Maipo.
| Subcuenca          | Área (km²) | Región        | Provincia   | Comunas       |        |
| ------------------ | ---------- | ------------- | ----------- | ------------- | ------ |
| Estero Yali        | 543,2      | Metropolitana | Melipilla   | San Pedro     |        |
| Estero Yali        | 263,9      | Valparaíso    | San Antonio | Santo Domingo |        |
| Estero Maitenlahue | 59,9       | Metropolitana | Melipilla   | San Pedro     |        |
| Estero Maitenlahue | 119,9      | Valparaíso    | San Antonio | Santo Domingo |        |
| Estero El Peuco    | 85,6       | Valparaíso    | San Antonio | Santo Domingo |        |
| Total              | 1072,5     | 1072,5        | 1072,5      | 1072,5        | 1072,5 |

## Subdivisiones
La Dirección General de Aguas subdivide o reúne las cuencas de Chile acorde a las necesidades de estudio y gestión. Existen dos inventarios que han logrado ser aceptados como principales, el del inventario de cuencas del Banco Nacional de Aguas (BNA) de 1978, de mayor uso, y el inventario de cuencas del Departamento de Administración de Recursos Hídricos (DARH) de 2014 de mejor cartografía que ha obligado a redefinir algunos límites, a veces con cambios mayores, pero también por algunas redefiniciones del concepto de subcuenca.
Bajo el BNA el código del ítem es 058 y con el DARH es 0505.
La subdivisión del BNA es como sigue:
| Cuenca                                                          | Subcuenca | Subsubcuenca | Aguas                                                            | Área drenaje | Observaciones |
| --------------------------------------------------------------- | --------- | ------------ | ---------------------------------------------------------------- | ------------ | ------------- |
| 058 Categoría:Cuencas costeras entre Maipo y Rapel (058) (mapa) |           |              |                                                                  |              |               |
| 058                                                             | 0580      | 05800        | Estero Yali                                                      | 1072         |               |
| total:                                                          | 1         | 1            | Región: V-RM ((45-55)%) / Tipo: Exorreica / Desemb.: O. Pacífico | 1072         |               |

La disposición de cuencas en el inventario DARH es la siguiente:
| Código | Nombre                                       | Código en mapa                               | Tipología de cuenca                          | Vertiente de cuenca                          | Origen de cuenca                             | Temperatura media anual (C°)                 | Temperatura máxima (C°)                      | Temperatura mínima (C°)                      | Precipitación anual (mm)                     | Número de estaciones fluviométricas          | Número de estaciones pluviométricas          | Área (km²)                                   |
| ------ | -------------------------------------------- | -------------------------------------------- | -------------------------------------------- | -------------------------------------------- | -------------------------------------------- | -------------------------------------------- | -------------------------------------------- | -------------------------------------------- | -------------------------------------------- | -------------------------------------------- | -------------------------------------------- | -------------------------------------------- |
| 0505   | Cuencas Costeras entre Río Maipo y Río Rapel | Cuencas Costeras entre Río Maipo y Río Rapel | Cuencas Costeras entre Río Maipo y Río Rapel | Cuencas Costeras entre Río Maipo y Río Rapel | Cuencas Costeras entre Río Maipo y Río Rapel | Cuencas Costeras entre Río Maipo y Río Rapel | Cuencas Costeras entre Río Maipo y Río Rapel | Cuencas Costeras entre Río Maipo y Río Rapel | Cuencas Costeras entre Río Maipo y Río Rapel | Cuencas Costeras entre Río Maipo y Río Rapel | Cuencas Costeras entre Río Maipo y Río Rapel | Cuencas Costeras entre Río Maipo y Río Rapel |
| 050500 | Estero El Peuco                              | 0                                            | Exorreica                                    | Pacífico                                     | Pluvial                                      | 17.0                                         | 28.8                                         | 7.8                                          | 476.7                                        | 0                                            | 0                                            | 85.6                                         |
| 050501 | Estero Yali                                  | 0                                            | Exorreica                                    | Pacífico                                     | Pluvial                                      | 16.5                                         | 29.5                                         | 6.7                                          | 463.3                                        | 0                                            | 1                                            | 807.1                                        |
| 050502 | Estero Maitenlahue                           | 0                                            | Exorreica                                    | Pacífico                                     | Pluvial                                      | 16.7                                         | 29.1                                         | 7.4                                          | 530.1                                        | 0                                            | 0                                            | 179.8                                        |

## Hidrología

Diagrama unifilar del ítem 58.

### Red hidrográfica
Los cuerpos de agua considerados en esta categoría son:

### Caudales y régimen
Ubicada a occidente de la cordillera de la Costa, solo tiene fuentes pluviales. No tiene glaciares ni aguas termales y en algunas ocasiones pueden secarse los cuerpos de agua por falta de lluvias.

### Glaciares
No hay glaciares en las cuencas del ítem 058.: 51 

### Infraestructura hidráulica
El informe de la DGA consigna 8 canales con un largo total de 11,85 km y 25 embalses, el mayor de ellos con 3,44 hm³.: 54–55 

## Clima

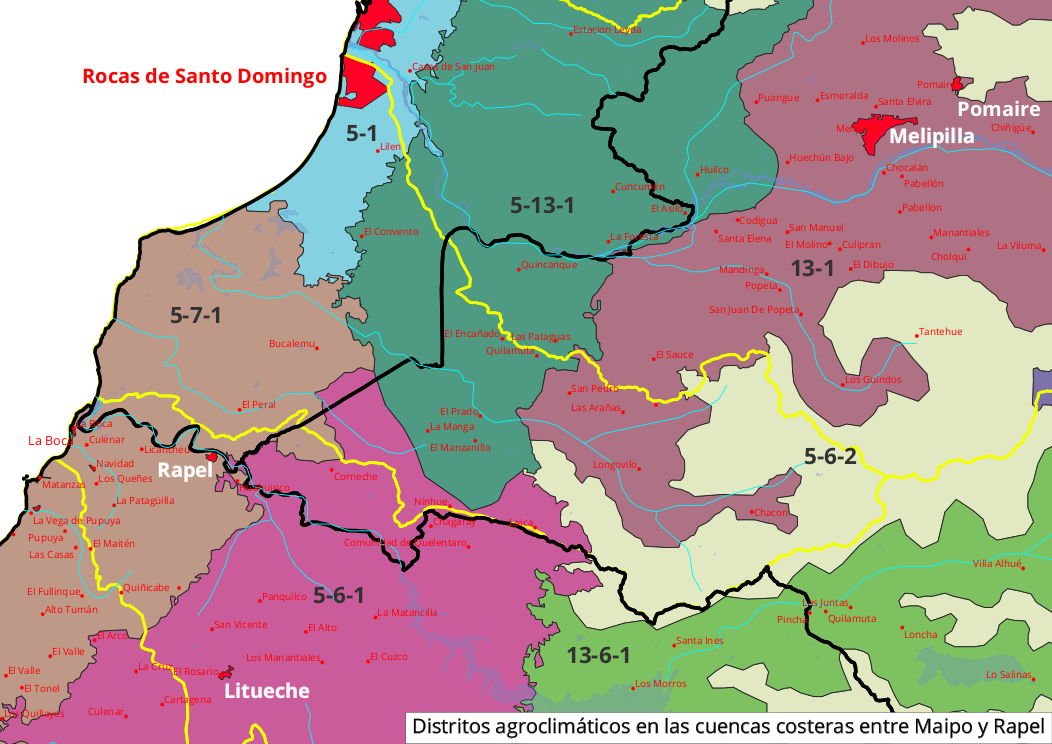
Distritos agroclimáticos en las cuencas costeras entre Maipo y Rapel. En amarillo los límites de las cuencas y en negro los límites regionales.

El Atlas agroclimático de Chile distingue 5 distritos agroclimáticos en la cuenca:
- 5-1  Templado cálido supratermal con régimen de humedad semiárido (Csb2Sa). La temperatura oscila entre un máximo de enero de 23,6 °C y un mínimo de julio de 7,4 °C. Tiene un promedio de 345 días consecutivos libres de heladas. En el año se registra un promedio de 0 heladas. El período de temperaturas favorables a la actividad vegetativa dura 12 meses. Registra anualmente 1.502 días grado y 129 horas de frío acumuladas hasta el 31 de julio. La precipitación media anual es de 374 mm y un período seco de 8 meses, con un déficit hídrico de 900 mm/año. El período húmedo dura 3 meses durante los cuales se produce un excedente hídrico de 69 mm.
- 5-7-1  Templado cálido supratermal con régimen de humedad semiárido (Csb2Sa). La temperatura oscila entre un máximo de enero de 23,7 °C y un mínimo de julio de 6,5 °C. Tiene un promedio de 345 días consecutivos libres de heladas. En el año se registra un promedio de 1 helada. El período de temperaturas favorables a la actividad vegetativa dura 12 meses. Registra anualmente 1.375 días grado y 249 horas de frío acumuladas hasta el 31 de julio. La precipitación media anual es de 616 mm y un período seco de 7 meses, con un déficit hídrico de 828 mm/año. El período húmedo dura 4 meses durante los cuales se produce un excedente hídrico de 230 mm.
- 5-6-1  Templado cálido supratermal con régimen de humedad semiárido (Csb2Sa). La temperatura oscila entre un máximo de enero de 27,9 °C y un mínimo de julio de 5,7 °C. Tiene un promedio de 339 días consecutivos libres de heladas. En el año se registra un promedio de 3 heladas. El período de temperaturas favorables a la actividad vegetativa dura 11 meses. Registra anualmente 1.723 días grado y 354 horas de frío acumuladas hasta el 31 de julio. La precipitación media anual es de 576 mm y un período seco de 7 meses, con un déficit hídrico de 998 mm/año. El período húmedo dura 4 meses durante los cuales se produce un excedente hídrico de 171 mm.
- 13-1  Templado cálido supratermal con régimen de humedad semiárido (Csb2Sa). La temperatura oscila entre un máximo de enero de 29,5 °C y un mínimo de julio de 4,6 °C. Tiene un promedio de 261 días consecutivos libres de heladas. En el año se registra un promedio de 9 heladas. El período de temperaturas favorables a la actividad vegetativa dura 11 meses. Registra anualmente 1.831 días grado y 563 horas de frío acumuladas hasta el 31 de julio. La precipitación media anual es de 407 mm y un período seco de 8 meses, con un déficit hídrico de 1.098 mm/año. El período húmedo dura 2 meses durante los cuales se produce un excedente hídrico de 62 mm.
- 5-6-2  Templado cálido supratermal con régimen de humedad semiárido (Csb2Sa). La temperatura oscila entre un máximo de enero de 30,1 °C y un mínimo de julio de 5,3 °C. Tiene un promedio de 273 días consecutivos libres de heladas. En el año se registra un promedio de 5 heladas. El período de temperaturas favorables a la actividad vegetativa dura 9 meses. Registra anualmente 1.840 días grado y 448 horas de frío acumuladas hasta el 31 de julio. La precipitación media anual es de 483 mm y un período seco de 8 meses, con un déficit hídrico de 1.087 mm/año. El período húmedo dura 3 meses durante los cuales se produce un excedente hídrico de 95 mm.

## Actividades económicas
Las actividades más productivas son los servicios de viviendas e inmobiliarias (28% del PIB), construcción (15%),  agropecuario y silvicola (15%) y los servicios financieros y empresariales (13%). El PIB total del año 2018 ascendió a 213700 millones de pesos de 2013.: 28 

## Áreas bajo protección oficial y conservación de la biodiversidad
Las 530 hectáreas de la reserva nacional El Yali están ubicadas dentro del ítem 058. Existen además los sitios protegidos por la "Estrategia Regional de Biodiversidad" (ERB) como el humedal mediterráneo El Yali, el estuario Tricao Peuco, una porción de la cuenca Estero Yali en San Pedro, el sector San Pedro Oriente y como sitio Ley 19.300 la parte oeste del Cordón de Cantillana.: 48 